# Eduardo Saavedra

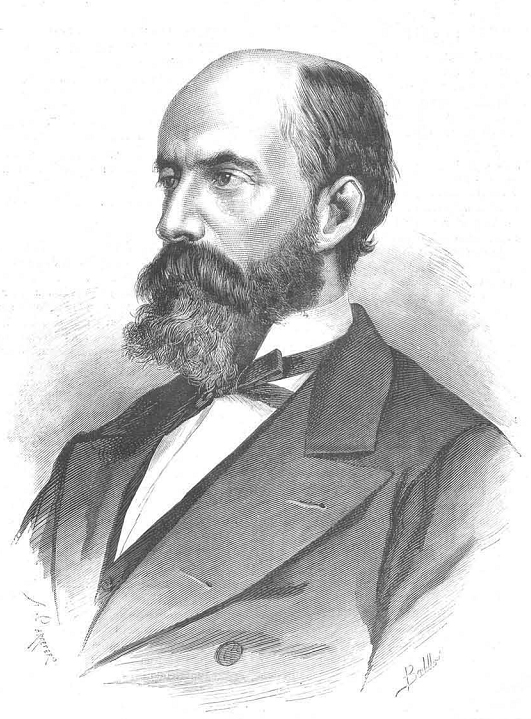
Eduardo Saavedra

Eduardo Saavedra y Moragas  (* 27. Februar 1829 in Tarragona; † 12. Februar 1912 in Madrid) war ein spanischer Bauingenieur, Architekt, Historiker und Archäologe.

## Leben
Saavedra studierte 1846 bis 1851 an der Ingenieurschule in Madrid (Escuela de Ingenieros de Caminos) und war dort 1854 bis 1862 und 1867 bis 1870 Professor.
Er schrieb Lehrbücher für Bauingenieure in Spanien und übersetzte dazu auch englische Bücher wie die von William Fairbairn und F. Michon (mit ausführlichen Kommentaren).
Er untersuchte die Statik von Mauerwerksbögen, wobei er auch auf Yvon Villarceau aufbaute. 1857 entwarf er den höchsten Leuchtturm Spaniens (Höhe 62 m) in Chipiona.

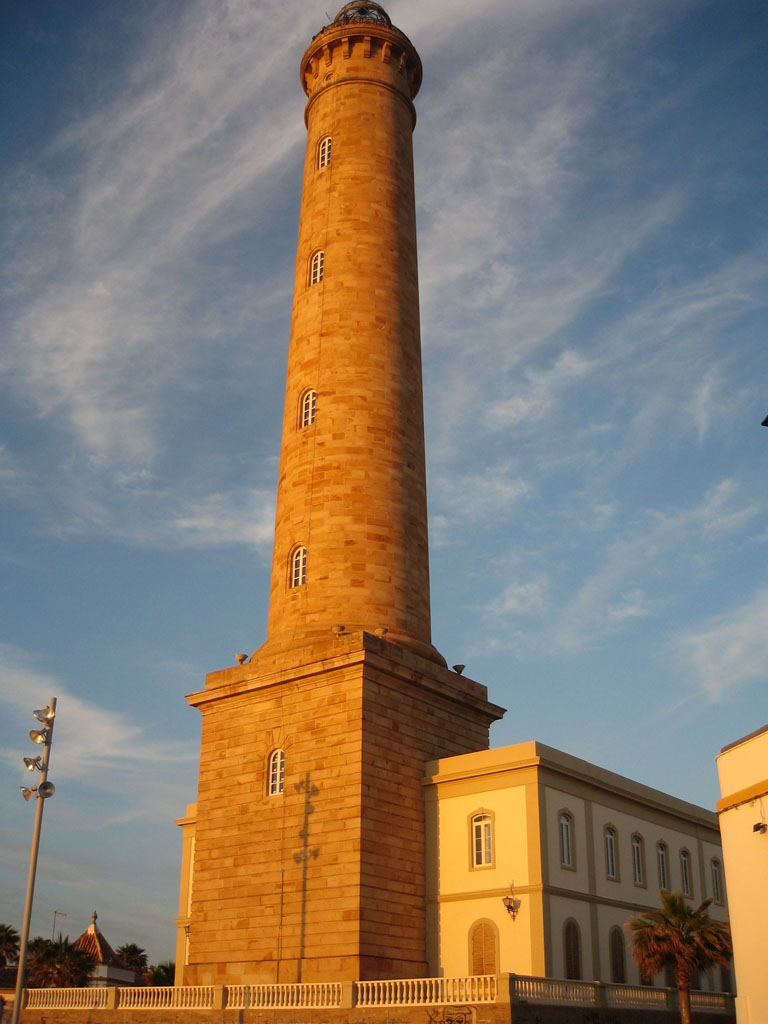
Leuchtturm Chipiona

Er hatte weitgespannte intellektuelle Interessen und war sowohl in den königlich spanischen Akademien für Geschichte, für Wissenschaften und für Sprache. 1860 entdeckte er Ruinen der Numantia in der Provinz Soria und war mit den Ausgrabungen befasst. Während Straßenbauarbeiten entdeckte er in dieser Provinz auch eine alte römische Straße von El Burgo de Osma (Uxama Argaela). Er war auch Arabist, der sich mit der arabischen Kultur in Spanien befasste.

## Schriften
- Teoria de los puentes colgados. Madrid 1856
- Lecciones sobre la resistencia de los materiales. 2. Auflage. Madrid 1859
- Nota sobre la determinacion del problema del equilibrio de las bovedas. In: Revista de Obras Públicas, Band 8, 1860, S. 101–104 (Gleichgewicht Bogengewölbe)
- Experimento sobre los arcos de maxima estabilidad. In: Revista de Obras Públicas, Band 14, 1866, S. 13–21
- Teoriá de los contrafuertes. In: Revista de Obras Públicas, Band 8, 1868, S. 92–95
- Descripción de la vía romana entre Uxama y Augustóbriga. In: Memorias de la Real Academia de la Historia, Band 9, 1879
- La Geografía de España de El Idrisí. Madrid 1881.
- Intereses de España en Marruecos. Madrid 1884.
- Estudio sobre la invasión de los árabes en España. Madrid 1891.
- La mujer mozárabe. Madrid 1904.